# Янушпольская волость
Янушпольская волость — административно-территориальная единица Житомирского уезда Волынской губернии Российской Империи. Волостной центр — местечко Янушполь.

## История
По состоянию на 1885 год состояла из 10 поселений, 9 сельских общин.

## Население
По состоянию на 1885 год — 5458 человек (2643 мужского пола и 2815-женского), 636 дворовых хозяйств

## Состав волости

### Населенные пункты
- Бейзымовка, с.
- Бейзымовский х.
- Богданов, х.
- Бражинского х.
- Будка в лесу 1-я
- Будка в лесу 2-я
- Бураки, с.
- Бураковский хут.
- Васютинского х.
- Вацлавин х.
- Волица Малая, деревня
- Галиевка, село
- Грабарка, х.
- Добросельского х.
- Долинского х.
- Домбровка, д.
- Жеребки, село
- Зеленая, х.
- Клин, ур.
- Константиновка, д.
- Крыловка, х.
- Крысюка, х.
- Кушнирука, х.
- Лесная Слободка, д.
- Лесные хутора
- Лесная при с. Демчине
- Медведиха, д.
- Милая, х.
- Новина, х.
- Новоселка, х.
- Обдыранка, к.
- Плакса, х.
- Полевая Слободка, д.
- Степок, д.
- Червонное, х.
- Янушполь, местечко

## Инфраструктура
Основа экономики — сельское хозяйство.
|                        | Площадь, десятин | В том числе пахотной, дес. |
| ---------------------- | ---------------- | -------------------------- |
| Сельских общин         | 5829             | 4791                       |
| Частной собственности  | 11256            | 4296                       |
| Казенной собственности | —                | —                          |
| Другой собственности   | 196              | 124                        |
| В общем                | 17281            | 9211                       |